# Pong Pha
Tambon Pong Pha (Thai: โป่งผา) is een tambon in Amphoe Mae Sai in Thailand. De tambon had in 2005 8348 inwoners en bestaat uit 12 mubans.